# 圣安多尼圣殿 (多拉纳哈利)
圣安多尼圣殿（St. Anthony's Basilica）是一座天主教宗座圣殿，位于印度卡纳塔克邦迈索尔县多拉纳哈利，供奉圣安多尼。
大约200年前，一个农民在多拉纳哈利的田地犁地时，从地下挖出了帕多瓦的圣安多尼的木制雕像。 农夫建造了一个小型礼拜场所，以纪念圣人。19世纪中叶，该地点建造了一座大型教堂，1920年又建了一座教堂。后来这座教堂日益老旧，于是在1969年拆除重建。但是，1920年教堂的立面经过翻新后保留。该堂平面为T型十字架形状，可容纳一千人。堂内还拥有一小块圣安多尼圣髑，来自意大利。
2019年10月17日，教宗方济各将该堂升格为宗座圣殿。